# Разговорный искусственный интеллект
Ра́зговорный и́скусственный интелле́кт — тип системы искусственного интеллекта (ИИ), позволяет понимать человеческую речь и выдавать ответы в естественной человеческой речи для введение диалогов. Разговорный ИИ обычно используется в больших языковых моделях.
Разговорный искусственный интеллект представляет собой форму искусственного интеллекта, которая позволяет автоматически распознавать, синтезировать, имитировать естественную человеческую речь. ИИ анализирует запросы в речевой или текстовой форме, обрабатывает и выдаёт ответы в той же форме. Разговорный ИИ способен понимать контекст и вести уникальные диалоги, адаптируясь к действиям пользователя и обучаясь с течением времени.

## Модели разговорного искусственного интеллекта
- ChatGPT — чат-бот с искусственным интеллектом от OpenAI, умеющий понимать и обрабатывать ответы в речевой или текстовой форме.[3]
- Claude — чат-бот с искусственным интеллектом от Anthropic, также умеющий понимать и обрабатывать ответы в речевой или текстовой форме, может выдавать более длинные ответы.[4]
- Grok — чат-бот с искусственным интеллектом от X.ai, также умеющий лучше понимать и обрабатывать ответы в текстовой форме, недавно получил возможность понимать и обрабатывать ответы в речевой форме.[5][6]
- LaMDA — семейство разговорных языковых моделей, разработанные Google.[7]

## История
В начале 1960-х годов, программа ELIZA, разработанная в 1966 году Джозефом Вайценбаумом в Массачусетском технологическом институте. Программа была создана для имитации роджерианского терапевта, используя методологию сопоставления шаблонов и подстановки для стимулирования разговора.
В 1972 году Кеннет Колби представил PARRY — чат-бот, имитирующий моделей мышление пациента с шизофренией. Демонстрировал использование обработки естественного языка в психиатрии.

### Развитие голосовых технологий
Также вместе с этим развивались технологии распознавании и синтеза речи. Первые опыты начались еще в 1779 году с механического синтезатора речи Христиана Кратценштейна. В 1952 году машина Audrey от Bell Laboratories могла распознавать произносимые цифры от 0 до 9. В 1962 году компания IBM представила Shoebox — экспериментальную машину, могла распознавать 16 слов и способную выполнять простые арифметические операции.

### Современный этап
В начале 1980-х и 1990-х годах появились более совершенные текстовые чат-боты. Значительный прорыв произошел с развитием интернета и мобильных технологий. Первым массовым прорывом стало распространение кнопочного интерфейса ботов в мессенджере Telegram. Вторым прорывом стали системы преобразования голоса в текст, называющийся speech-to-text, а третьим — внедрение искусственного интеллекта, сделавшего ботов более «человечными».

## Технические основы

### Обработка естественного языка (NLP)
NLP (Обработка естественного языка) является ключевой технологией разговорного ИИ, позволяющей системам понимать и интерпретировать человеческий язык. Она включает несколько этапов:
- Токенизация — разделение текста на слова или фразы.
- Анализ синтаксиса — понимание грамматической структуры предложения.
- Распознавание сущностей — выделение именованных объектов (имена, даты, географические названия).
- Определение намерений — выявление основной цели запроса.

### Понимание естественного языка (NLU)
NLU представляет собой подраздел NLP, который отвечает за семантический анализ. В отличие от синтаксического анализа, NLU работает с использованием компьютерных алгоритмов, пытаясь понять значение слов в их естественном контексте.